# Ral·li del Japó

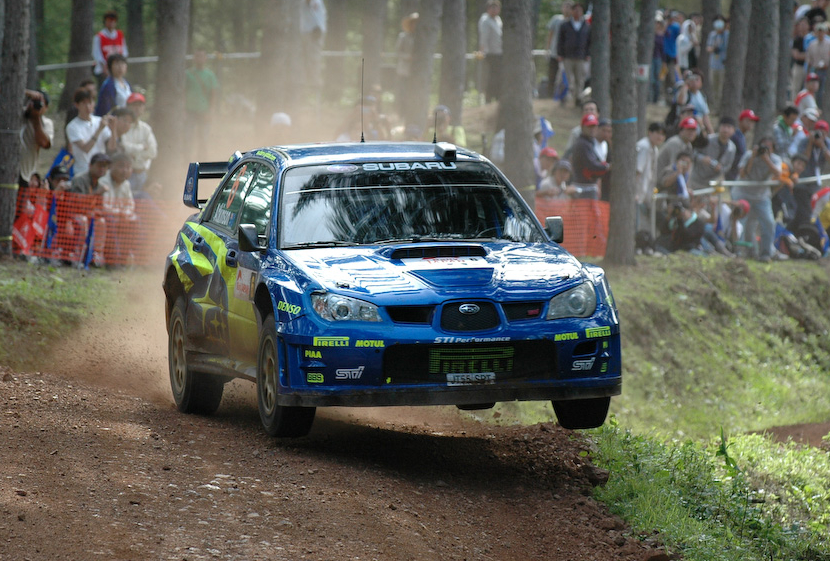
Chris Atkinson amb el Subaru Impreza WRC a l'edició del 2006

El Ral·li del Japó, oficialment Rally Japan (ラリージャパン), és un ral·li disputat al Japó, puntuable per al Campionat Mundial de Ral·lis de la Federació Internacional d'Automobilisme (FIA).
Originalment la prova s'inicià l'any 2002 sota la denominació de Ral·li Hokkaido, dins del Campionat de Ral·lis Àsia-Pacífic. Després de dos edicions amb notable èxit, l'esdeveniment passà a la denominació de Ral·li del Japó i entrà al Campionat Mundial de Ral·lis de cara a l'edició de 2004.
En una primera etapa mundialística, el Ral·li del Japó es disputà sobre terra entre 2004 i 2010, amb l'excepció del 2009 en que no es disputà la prova. Aquest tenia lloc a l'illa d'Hokkaido, discorrent els seus trams a l'entorn de tupits boscos, on la forta humitat i la proximitat als arbres donava poc marge a l'error.
Després d'una dècada sense disputar-se, per l'any 2020 s'anuncià el seu retorn, però fou suspès per la pandèmia de Covid-19, un fet que es repetiria pel 2021. Finalment, el Ral·li del Japó tornà a disputar-se l'any 2022, si bé aquest canvià a superfície d'asfalt, ubicant-se al sud de Nagoya, a les carreteres de montanya de les prefectures de Gifu i Aichi,a l'illa de Honshu.
Pel que fa a victòries, tan sols Mikko Hirvonen i Eflyn Evans han estat capaços de guanyar la prova en més d'una ocasió, en el cas d'Hirvonen els anys 2007 i 2008 amb un Ford Focus WRC i en el cas d'Evans els anys 2023 i 2024 amb un Toyota GR Yaris Rally1.

## Guanyadors
A 25 de novembre de 2024
| Any  | Edició           | Pilot            | Copilot          | Cotxe                  | Camp. |
| ---- | ---------------- | ---------------- | ---------------- | ---------------------- | ----- |
| 2004 | 4th Rally Japan  | Petter Solberg   | Phil Mills       | Subaru Impreza WRC     | WRC   |
| 2005 | 5th Rally Japan  | Marcus Grönholm  | Timo Rautiainen  | Peugeot 307 WRC        | WRC   |
| 2006 | 6th Rally Japan  | Sébastien Loeb   | Daniel Elena     | Citroën Xsara WRC      | WRC   |
| 2007 | 7th Rally Japan  | Mikko Hirvonen   | Jarmo Lehtinen   | Ford Focus WRC         | WRC   |
| 2008 | 8th Rally Japan  | Mikko Hirvonen   | Jarmo Lehtinen   | Ford Focus WRC         | WRC   |
| 2010 | 9th Rally Japan  | Sebastien Ogier  | Julien Ingrassia | Citroën C4 WRC         | WRC   |
| 2022 | 10th Rally Japan | Thierry Neuville | Martijn Wydaeghe | Hyundai i20 N Rally1   | WRC   |
| 2023 | 11th Rally Japan | Eflyn Evans      | Scott Martin     | Toyota GR Yaris Rally1 | WRC   |
| 2024 | 12th Rally Japan | Eflyn Evans      | Scott Martin     | Toyota GR Yaris Rally1 | WRC   |